# Bistričica (potok)
Bistričica je gorski potok, ki teče skozi vasi Klemenčevo, Bistričica in Stahovica, kjer se kot desni pritok izliva v reko Kamniška Bistrica. Ima dva izvorna kraka, Blatnica in Korošak, ki tvori manj znane Korošaške slapove. Pri naselju Bistričica se potoku pridruži še Tratnikov graben (v zgornjem toku imenovan tudi Pohek).